# Нулевой размер
«Нулевой размер»  (англ. 32A) —     художественный фильм 2007 года, снятый американским режиссёром ирландского происхождения Мэриэн Куинн  по её собственному сценарию. Его международная премьера состоялась на кинофестивале в Берлине '08.

## Сюжет
Дублин, 1979 год. Католическая школа для девочек. Мэйв и её подруги вступают в период взросления, которое у них ассоциируется с наличием или отсутствием бюстгальтера.

## В ролях
- Эйлиш МакКарти — Мэйв Бреннан
- Софи Джо Вассон — Рут Мюррей
- Орла Брейди — Джейн Бреннан, мать Мэйв
- Эйдан Куинн — Фрэнк Бреннан, отец Мэйв
- Джаред Харрис — отец Рут
- Кейт О’Тул — Сестра Уна
- Орла Лонг — Орла Кеннеди

## Съёмки
Фильм  был снят в основном в Дублине, с дополнительными съёмками в Роскоммоне и Слайго.

## Награды и номинации
Две номинации (лучший фильм и лучший дизайн костюмов) и приз за лучшую операторскую работу на 
Irish Film and Television Awards. Приз за лучший художественный фильм и премия Тирнана Макбрайда за лучший сценарий на кинофестивале  в  г. Голуэй (Ирландия).

## Критика
Обозреватель Джон Магуайр назвал фильм нежным и очаровательным, отметив также саундтрек и работу оператора П.Дж. Диллона. По словам немецкого критика Арвина Хаасе,  отмечает усилия Куинн по воссозданию эпохи своей юности, но отмечает недостатки картины в сравнении с другим фильмом на схожую тематик —  «Настоящей девчонкой» Катрин Брейя. Портал Filmstarts выставил фильму 3,5 звезды из 5.